# Notre-Dame-des-Landes
Notre-Dame-des-Landes är en kommun i departementet Loire-Atlantique i regionen Pays de la Loire i nordvästra Frankrike. Kommunen ligger i kantonen Blain som tillhör arrondissementet Châteaubriant. År 2022 hade Notre-Dame-des-Landes 2 335 invånare.

## Befolkningsutveckling
Antalet invånare i kommunen Notre-Dame-des-Landes
| Referens: INSEE |